# I wszyscy razem
I wszyscy razem – australijski serial komediowy emitowany w latach 1991-1993.

## Fabuła
I wszyscy razem (tytuł oryginalny All together now) – australijski serial telewizyjny, którego fabuła przedstawia codzienne życie byłego rockmana Bobby'ego Riversa i jego nietypowej rodziny. Niegdyś popularny muzyk grupy Still Waters, obecnie żyje z koncertów dla nielicznych osób, które pamiętają go jeszcze jako gwiazdę rocka i 
twórcę przeboju Easy Street. Bobby uporczywie nie zauważa zmieniającego się świata, hołdując ideałom i obyczajom lat siedemdziesiątych. Jego najbliższymi przyjaciółmi są współlokator Doug Stevens oraz agent Bobby'ego, bezczelny i irytujący Wayne Lovett. Pewnego dnia Bobby zostaje zaskoczony informacją o posiadaniu piętnastoletnich dzieci, bliźniąt Anny i Thomasa Sumnerów. Po śmierci matki zajmuje się nimi najlepsza przyjaciółka Beth Sumner, Tracy Lawson. Cała trójka wprowadza się do Bobby'ego, próbując stworzyć razem namiastkę rodziny. Bobby Rivers z podstarzałego rockmana, bujającego w obłokach musi wejść w rolę odpowiedzialnego ojca, a w trudnej pracy wychowawczej wspomagają go Doug i Tracy. Codzienne życie urozmaica im zwariowany Wayne Lovett, który zajmuje się załatwianiem Bobby'emu koncertów, telefonowaniem do ukochanej mamy i podrywaniem Tracy.

## Obsada
- Jon English jako Bobby Rivers, rockman, ojciec Anny i Thomasa (odc. 1-101)
- Rebecca Gibney jako Tracy Lawson, opiekunka Anny i Thomasa (odc. 1-86)
- Steven Jacobs jako Thomas Sumner, syn Bobby'ego i Beth (odc. 1-101)
- Jane Hall jako Anna Sumner, córka Bobby'ego i Beth (odc. 1-101)
- Garry Who jako Doug Stevens, taksówkarz, współlokator Bobby'ego (odc. 1-76)
- Bruno Lucia jako Wayne Lovett, agent Bobby'ego (odc. 1-101)
- Kerry Armstrong jako Beth Sumner, matka Anny i Thomasa (odc. 85-101)

## Muzyka
Oprawą muzyczną serialu zajmował się Jon English, odtwórca głównej roli. Jest m.in. autorem najbardziej rozpoznawalnego utworu związanego z sitcomem - piosenki z czołówki I wszyscy razem: 

Yesterday was a memory, of might have been,

But Rock and Roll never forgets, forgives or regrets,

Nothing comes easy, try to get it all together now!

Yesterday was your hair so long, an old love song,

A photograph of you, singing the blues,

Nothing comes easy, try to get it all together now!

(fragment)

## Emisja w Polsce
Serial emitowany był przez stację Polsat 5 razy w tygodniu od października 1995.